# Syllidae Incertae sedis
Silídeos sem subfamília determinada, conhecidos como Syllidae incertae sedis ou incertae sedis genera, correspondem aos gêneros que não se classificam através de análise morfológica e genética em nenhuma das subfamílias da família de anelídeos poliquetas Syllidae. Essas subfamílias são Syllinae, Exogoninae, Eusyllinae, Autolytinae e Anoplosyllinae. Atualmente 22 gêneros se encaixam nesta definição.

## Gêneros
| Acritagasyllis   |
| Amblyosyllis     |
| Anguillosyllis   |
| Basidiosyllis    |
| Bollandiella     |
| Brachysyllis     |
| Brevicirrosyllis |
| Clavisyllis      |
| Dioplosyllis     |
| Guillermogonita  |
| Haplosyllides    |
| Lamellisyllis    |
| Miscellania      |
| Murrindisyllis   |
| Neopetitia       |
| Nooralia         |
| Palposyllis      |
| Paraehelersia    |
| Perkinsyllis     |
| Psammosyllis     |
| Streptodonta     |
| Westheidesyllis  |